# Adam Nagaitis
Adam Nagaitis (Chorley, 7 giugno 1985) è un attore britannico.
Noto principalmente per le sue interpretazioni di Caulker Cornelius Hickey nella serie televisiva AMC The Terror e Vasily Ignatenko nella miniserie HBO Chernobyl, Nagaitis ha studiato allo Stella Adler Conservatory e alla Royal Academy of Dramatic Art.

## Biografia
Adam Nagaitis nasce nel 1985 a Chorley, Lancashire, da Barry Nagaitis e Susan (nata Doran). Ha una sorella maggiore, Kate. Nel 2002, suo padre muore dopo essere stato investito da un autobus, mentre faceva shopping a Manchester. All'età di 19 anni, Nagaitis lascia il Regno Unito per studiare recitazione allo Stella Adler Conservatory di New York, dove si diploma nel 2007. In seguito, studia alla Royal Academy of Dramatic Art di Londra. Si laurea in recitazione alla RADA nel 2012.
All'età di 14 anni, inizia la sua carriera di attore nel 2000, quando interpreta un personaggio minore nella serie televisiva Children's Ward. Nel 2014, appare nei panni di Jimmy nel primo lungometraggio di Yann Demange, '71. Nello stesso anno, recita in The Inbetweeners 2. Nel 2015, interpreta Mr. Cummins nel film biografico storico Suffragette e come soldato Buckley in sette episodi della serie TV Banished. Nel 2018, è il direttore d'orchestra Jimmy nel film d'azione L'uomo sul treno - The Commuter, con Liam Neeson, Vera Farmiga, Patrick Wilson e Sam Neill. Nel 2018 interpreta il compagno di Caulker Cornelius Hickey nella serie televisiva AMC del 2018 The Terror. L'anno successivo è il vigile del fuoco Vasily Ignatenko nella miniserie HBO e Sky Chernobyl.

## Filmografia

### Cinema
- The Local, regia di Dan Eberle (2008)
- '71, regia di Yann Demange (2014)
- Snow in Paradise, regia di Andrew Hulme (2014)
- The Inbetweeners 2, regia di Damon Beesley e Iain Morris (2014)
- Victor - La storia segreta del dott. Frankenstein (Victor Frankenstein), regia di Paul McGuigan (2015)
- Suffragette, regia di Sarah Gavron (2015)
- L'uomo dal cuore di ferro (The Man with the Iron Heart), regia di Cédric Jimenez (2017)
- L'uomo sul treno - The Commuter (The Commuter), regia di Jaume Collet-Serra (2018)
- Gunpowder Milkshake, regia di Navot Papushado (2021)
- The Last Duel, regia di Ridley Scott (2021)

### Televisione
- Children's Ward – serie TV, episodio 12x09 (2000)
- The Courtroom – serie TV, episodio 1x32 (2004)
- Outlaws – serie TV, episodio 1x11 (2004)
- Law & Order: UK – serie TV, episodi 7x01-7x02 (2013)
- Happy Valley – serie TV, episodi 1x03-1x05-1x06 (2014)
- Code of a Killer, regia di James Strong – miniserie TV, puntata 2 (2015)
- Banished – serie TV, 7 episodi (2015)
- You, Me and the Apocalypse – miniserie TV, puntata 5 (2015)
- Houdini & Doyle – serie TV, 4 episodi (2016)
- To Walk Invisible, regia di Sally Wainwright – film TV (2016)
- The Terror – serie TV, 10 episodi (2018)
- Chernobyl, regia di Johan Renck – miniserie TV, 4 puntate (2019)
- A Christmas Carol, regia di Nick Murphy – miniserie TV, puntata 1 (2019)
- Red Rose – serie TV, 8 episodi (2022)
- The Gold, regia di Aneil Karia e Lawrence Gough – miniserie TV, 4 puntate (2023)
- The Walking Dead: Daryl Dixon – serie TV, 5 episodi (2023)
- The Responder – serie TV, 6 episodi (2024)
- The Agency – serie TV (2024)
- A Thousand Blows – serie TV, episodi 1x04-1x05-1x06 (2025)

## Doppiatori italiani
Nelle versioni in italiano delle opere in cui ha recitato, Adam Nagaitis è stato doppiato da:
- Flavio Aquilone in Happy Valley, A Thousand Blows
- Davide Perino ne L'uomo sul treno - The Commuter
- Simone Veltroni in The Terror
- Marco Vivio in Chernobyl
- Sacha De Toni in The Last Duel
- Gabriele Vender in The Responder
- Simone Crisari in The Agency
- Paolo Vivio in Red Rose
- Francesco Venditti in The Walking Dead: Daryl Dixon